# Friedel Lutz
Alfred «Friedel» Lutz (Bad Vilbel, Alemania nazi, 21 de enero de 1939-Bad Vilbel, Alemania, 7 de febrero de 2023) fue un futbolista alemán que jugaba como defensa.
Fue jugador de la Bundesliga 211 veces (4 goles), fue subcampeón con el equipo nacional alemán en 1966 en el Mundial de Inglaterra y campeón alemán en 1959 con el Eintracht Frankfurt. En 1960, jugó con los campeones alemanes la final de la Copa de Europa contra el Real Madrid (3:7), el cual es considerado como uno de los mejores encuentros realizados en una final y que, a pesar del abultado marcador, el equipo alemán vendió cara su derrota. 
Fue el primer jugador en la historia de la Bundesliga en recibir una tarjeta roja. Sin embargo, en realidad el primer expulsado con tarjeta roja fue Lothar Kobluhn, expulsado por el árbitro Dieter Heckeroth el 10 de octubre de 1970. Esa confusión aún existe hasta la actualidad. Fue utilero del Eintracht Frankfurt entre 1995 y 2012.

## Selección nacional
Fue internacional con la selección de Alemania Federal en 12 ocasiones. Formó parte de la selección subcampeona de la Copa del Mundo de 1966, jugando solo un partido.

### Participaciones en Copas del Mundo
| Mundial                        | Sede       | Resultado  | Partidos | Goles |
| ------------------------------ | ---------- | ---------- | -------- | ----- |
| Copa Mundial de Fútbol de 1966 | Inglaterra | Subcampeón | 1        | 0     |

## Clubes
| Club                  | País             | Año       |
| --------------------- | ---------------- | --------- |
| Eintracht Fráncfort   | Alemania Federal | 1957-1966 |
| TSV 1860 Múnich       | Alemania Federal | 1966-1967 |
| Eintracht Fráncfort   | Alemania Federal | 1967-1973 |
| Tus Makkabi Fráncfort | Alemania Federal | 1973-1974 |
| SpVgg Neu-Isenburg    | Alemania Federal | 1974      |
| FC Rhein-Main         | Alemania Federal | 1987      |

## Palmarés

### Campeonatos regionales
| Título       | Club                | País             | Año  |
| ------------ | ------------------- | ---------------- | ---- |
| Oberliga Süd | Eintracht Fráncfort | Alemania Federal | 1959 |

### Campeonatos nacionales
| Título            | Club                | País             | Año  |
| ----------------- | ------------------- | ---------------- | ---- |
| Campeonato alemán | Eintracht Fráncfort | Alemania Federal | 1959 |

## Condecoraciones
| Distinción      | Año  |
| --------------- | ---- |
| Laurel de Plata | 1966 |